# Comuna Broscăuții Noi, Storojineț
Broscăuții Noi (în ucraineană Нові Бросківці, transliterat: Novi Broskivți) este o comună în raionul Storojineț, regiunea Cernăuți, Ucraina, formată din satele Broscăuții Noi (reședința) și Zabolotie.

## Demografie
Componența lingvistică a comunei Broscăuții Noi
     Ucraineană (98,54%)
     Alte limbi (1,42%)
Conform recensământului din 2001, majoritatea populației comunei Broscăuții Noi era vorbitoare de ucraineană (98,54%), existând în minoritate și vorbitori de alte limbi.